# Clichê Adolescente
Clichê Adolescente é o segundo álbum de estúdio da cantora e compositora brasileira Manu Gavassi, lançado no dia 30 de agosto de 2013 através da gravadora Midas Music. Focado na teen pop, o álbum tem elementos de pop rock e folk.

## Lista de faixas
Todas as faixas escritas por Manu Gavassi e produzidas por Rick Bonadio.
| N.º            | Título                                 | Duração |  |
| 1.             | "Caminho de Volta"                     | 3:11    |  |
| 2.             | "Se Eu Te Abraço"                      | 3:51    |  |
| 3.             | "Clichê Adolescente"                   | 3:27    |  |
| 4.             | "Cicatriz"                             | 3:33    |  |
| 5.             | "Segredo" (part. Chay Suede)           | 3:50    |  |
| 6.             | "Eu Me Proibo"                         | 3:11    |  |
| 7.             | "O Fim"                                | 3:44    |  |
| 8.             | "Meio Sorriso"                         | 3:02    |  |
| 9.             | "Eu Dou Risada"                        | 3:10    |  |
| 10.            | "Talvez"                               | 3:18    |  |
| 11.            | "Conto de Fadas" (Versão Acústica)     | 4:13    |  |
| 12.            | "Clichê Adolescente" (Versão Acústica) | 4:14    |  |
| Duração total: | Duração total:                         | 42:50   |  |

| Faixas bônus da versão deluxe |                                            |         |  |
| N.º                           | Título                                     | Duração |  |
| 13.                           | "Segredo (Nova Versão)" (part. Chay Suede) | 3:08    |  |
| 14.                           | "Primeiro Dia"                             | 3:26    |  |
| Duração total:                | Duração total:                             | 49:26   |  |